# 박종환 (모델)
박종환(1985년 3월 22일 ~ )은 대한민국의 배우, 모델이다.

## 연기 활동

### 영화
- 2016년 《치명도수:RESET》

### 연극
- 2013년 《더 파이팅》
- 2014년 《공장장 봉작가》
- 2014년 《청춘일발장전》

## 방송
- 2011년 KBS2 《출발!드림팀》
- 2012년 tvN 《롤러코스터》
- 2013년 tvN 《PLAY GUIDE》

## 모델
- 2011년 《서울 패션위크 S/S 2011》손성근,서은길컬렉션 모델
- 2011년 GQ, Esquire, Singles, Vogue, Marie Claire 모델